# Roberto Lavagna
Roberto Lavagna (Buenos Aires, 24 marzo 1942) è un politico ed economista argentino, ministro dell'economia dal 2002 al 2005.

## Biografia
Laureato in economia politica all'Università di Buenos Aires, ricoprì un incarico presso il ministero dell'Economia durante la presidenza di Héctor José Cámpora. Dopo la fine della dittatura civico-militare Lavagna rientrò in politica chiamato dal presidente Raúl Alfonsín il quale lo nominò Segretario all'Industria e al Commercio Estero. Nel 2000 divenne ambasciatore argentino presso l'Unione europea.
Nel 2002 fu nominato dal presidente ad interim Eduardo Duhalde ministro dell'Economia. Lavagna si trovò ad affrontare una situazione catastrofica; il paese sudamericano era stato messo sul lastrico dalle politiche neoliberali dei decenni precedenti e l'economia nazionale era sprofondata sotto il peso dei debiti con gli organismi monetari internazionali. Per affrontare la crisi economica argentina egli adottò una serie di misure fino ad allora osteggiate da parte della società argentina nonché dal banca centrale del paese come l'abolizione della parità del dollaro con il peso e lo scongelamento dei conti bancari. Via a via la moneta nazionale iniziò lentamente a stabilizzarsi, mentre grazie alla domanda cinese le esportazioni di materie prime ripresero, infine il famigerato corralito venne definitivamente abolito. I successi ottenuti da Lavagna, durante il suo mandato il PIL argentino era cresciuto dell'8%, spinsero il successore di Duhalde Néstor Kirchner a riconfermarlo al dicastero dell'Economia. In questo secondo mandato egli si concentrò sulla ristrutturazione del mastodontico debito argentino riaprendo il dialogo con i principali organismi economici e monetari internazionali. A causa di una serie di attriti con il presidente Kirchner sulla gestione della Banca Centrale Lavagna fu estromesso dal suo incarico a fine novembre 2005. 
In occasione delle elezioni presidenziali del 2007 Lavagna fondò la coalizione UNA (Una Nación Avanzada) per competere contro la candidata peronista Cristina Fernández de Kirchner. In quest'occasione Lavagna fu supportato dai radicali, dai socialisti e dai quella parte del giustizialismo rimasta fedele all'ex presidente Duhalde. In questa tornata elettorale l'ex ministro dell'Economia otterrà solamente il 17% delle preferenze, classificandosi terzo alle spalle della Kirchner e di Elisa Carrió riuscendo a vincere solo nella Provincia di Córdoba.
In occasione delle elezioni presidenziali del 2019 Lavagna si presentò nuovamente come candidato a capo della coalizione Consenso Federal ottenendo però solo il 6,2%, classificandosi così terzo alle spalle di Alberto Fernández e Mauricio Macri.